# River Saumache
River Saumache är ett vattendrag i Grenada.   Det ligger i parishen Saint Mark, i den centrala delen av landet, 14 km nordost om huvudstaden Saint George's. River Saumache ligger på ön Grenada.